# Albatros Flugzeugwerke

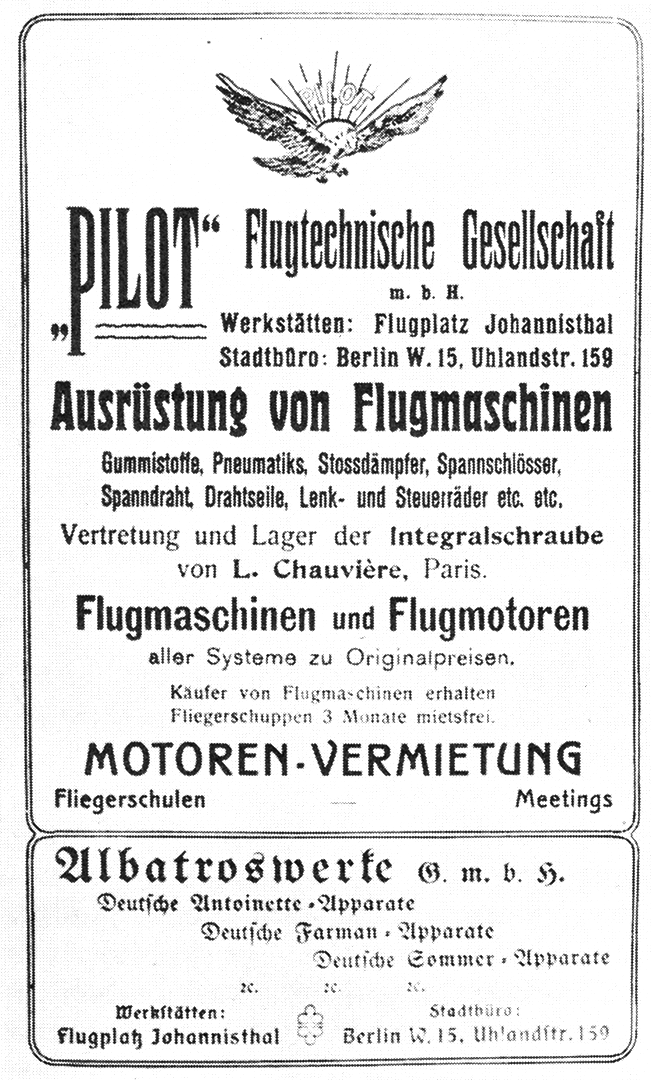
Werbung der von Walter Huth gegründeten Firmen Pilot und Albatroswerke aus dem Jahr 1910

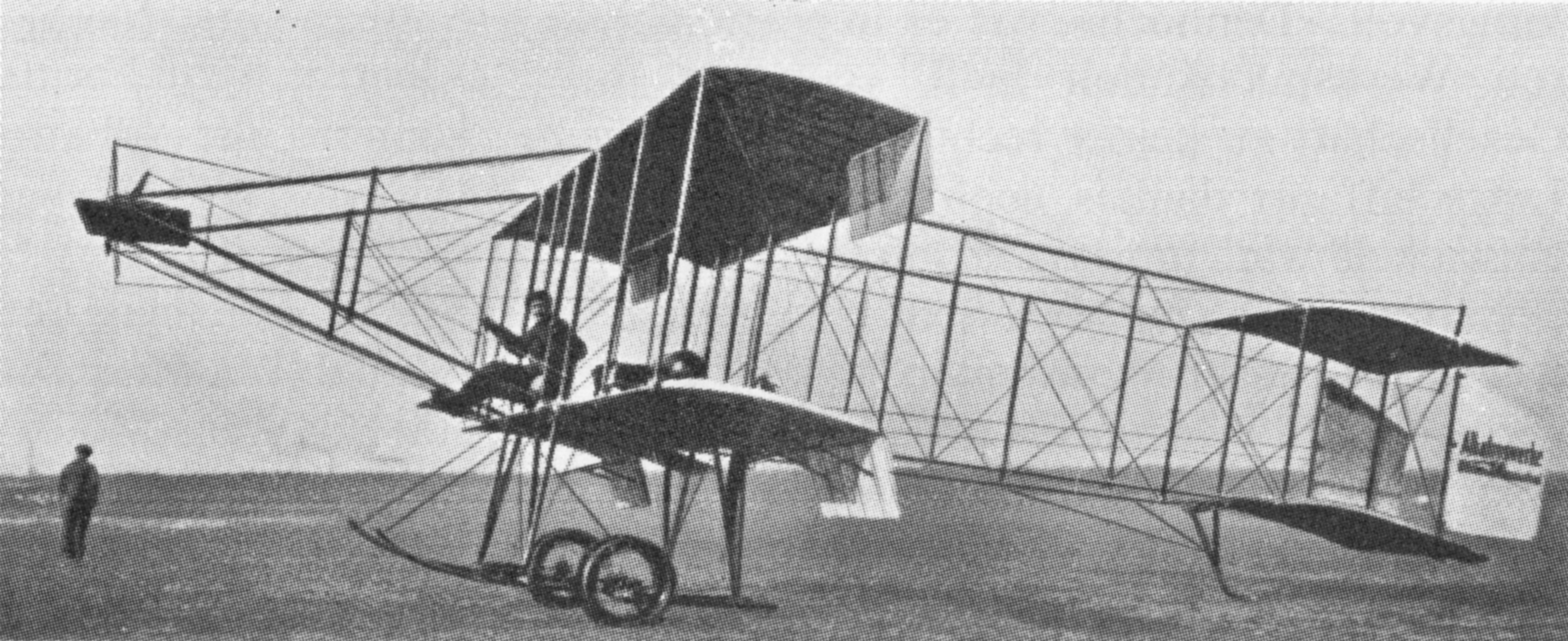
Ein Farman-Doppeldecker von den Albatroswerken, 1911

Albatros MZ 2, 1912

Die Albatros Flugzeugwerke GmbH am Flugplatz Johannisthal in Johannisthal (ab 1920 Berlin, Bezirk Treptow) entwickelten und bauten vor allem während des Ersten Weltkriegs Flugzeuge für die Fliegertruppe des Deutschen Heeres.

## Geschichte

### Gründung 1909
Das Unternehmen, am 29. Dezember 1909 von Enno Walther Huth (1875–1964) und Otto Wiener (1873–1941) als Albatros-Werke GmbH gegründet, importierte im Winter 1909/1910 drei französische Flugzeuge; je einen ein- und zweisitzigen Antoinette-Eindecker und einen Farman-III-Doppeldecker. Bei der ersten internationalen Flugschau im August 1909, der Grande Semaine d’Aviation de la Champagne, war mit der Farman-Maschine der Langstreckenpreis und mit der Antoinette der Höhenpreis erflogen worden. Diese Maschinen wurden als Schulflugzeuge und als Muster für den Lizenz-Nachbau in den Albatroswerken verwendet. Die drei bekanntesten Albatros-Nachbauten waren neben dem Antoinette- und Farman-Typ noch der französische Sommer-Doppeldecker. Alle Maschinen wurden erfolgreich geflogen und bei der Flugschülerausbildung eingesetzt. Die von den Albatroswerken aus Frankreich importierte Farman-Maschine wurde, nachdem sie bereits zur Militärpilotenausbildung in Döberitz ausgeliehen worden war, am 18. Dezember 1910 an die Heeresverwaltung verkauft. Sie war unter der Heeresbezeichnung „B 1“ das erste deutsche Militärflugzeug. Unter den fünf weiteren „Flugmaschinen“, die Ende 1910 von der deutschen Heeresverwaltung angeschafft wurden, waren mit einem Farman- und einem Sommer-Doppeldecker zwei von Albatros nachgebaute französische Typen. 1911 folgten mit dem ersten Eigenentwurf, der Doppeltaube MZ 1, und mit dem Sieg von Benno König auf Albatros-Farman beim Deutschlandflug weitere wichtige Entwicklungsschritte.
Im Verlauf des Jahres 1912 wurden fünf Albatros F-2 gebaut, eine Weiterentwicklung des französischen Farman-III-Doppeldeckers (deshalb der Buchstabe F) mit Gondel für die Besatzung und Argus-Reihenmotor anstatt des originalen Gnôme-Umlaufmotors. Vier Maschinen wurden der neuaufgestellten bulgarischen Flugzeugabteilung geliefert, wo sie an den Balkankriegen 1912–1913 teilnahmen. Eine von ihnen flog am 16. Oktober 1912 den ersten Militäreinsatz im Himmel über Europa.

### Konstrukteure Heinkel und Thelen
Nach der Einstellung von Ernst Heinkel, der von 1912 bis 1914 als Chefkonstrukteur tätig war, folgten ab 1913 bedeutende Eigenkonstruktionen in Form zweisitziger Bomber und Aufklärer, während unter Robert Thelen ebenso bedeutende einsitzige Jagdflugzeuge entstanden.
Im April 1914 wurden in Schneidemühl (Provinz Posen) das Tochterunternehmen Ostdeutsche Albatros-Werke und im September 1916 in der Landgemeinde Friedrichshagen (ab 1920 Berlin, Bezirk Köpenick) noch eine kleine Fertigungsstätte für Segelflugzeuge gegründet.
Albatros wurde bekannt dadurch, dass sie für die Luftstreitkräfte des Kaiserreiches einige der bekanntesten und besten Kampfflugzeuge des Ersten Weltkriegs bauten, wie die Albatros D.III oder die Albatros D.V. Bei Kriegsbeginn lag die Zahl der Beschäftigten bei 830, im November 1918 schon bei über 5000. Bis Ende 1918 wurden mehr als 10.300 Flugzeuge gebaut.

### Zwangsfusion mit Focke-Wulf 1931
Albatros setzte nach dem Ersten Weltkrieg seine Arbeit im Stammwerk anfangs unter Chefkonstrukteur Rudolf Schubert, ab 1926 unter Walter Blume auch nach Ende des Krieges fort. So entstand 1924 das einsitzige Sportflugzeug L 59, ein freitragender Tiefdecker und in Holzbauweise mit dem Fünfzylinder-Sternmotor Siemens & Halske Sh 4 mit 45 kW Leistung. Es wurde nur ein Exemplar gebaut, welchem im gleichen Jahr die Zweisitzer L 60 mit dem Sh 5 (62 kW) und L 66 bzw. L 66a folgten. 1925 wurden von den nur noch 150 Mitarbeitern das Leichtflugzeug L 67 und der Schuldoppeldecker L 68 auf Basis der B.II entworfen und gebaut. Später kamen in nennenswerter Stückzahl nur noch die L 82 und L 101 hinzu.
Als Folge der Weltwirtschaftskrise wurden der Albatros die staatlichen Zuschüsse gestrichen, die Gesellschaft wurde illiquide.
Auf staatlichen Druck hin fusionierte die Albatros im September 1931 mit der Focke-Wulf-Flugzeugbau AG.
Für kurze Zeit hieß die Gesamtgesellschaft Focke-Wulf-Albatros.

## Flugzeuge
Allein während des Ersten Weltkriegs baute Albatros folgende Maschinen:
1914
- Albatros B.I (Typ L 1), Aufklärer

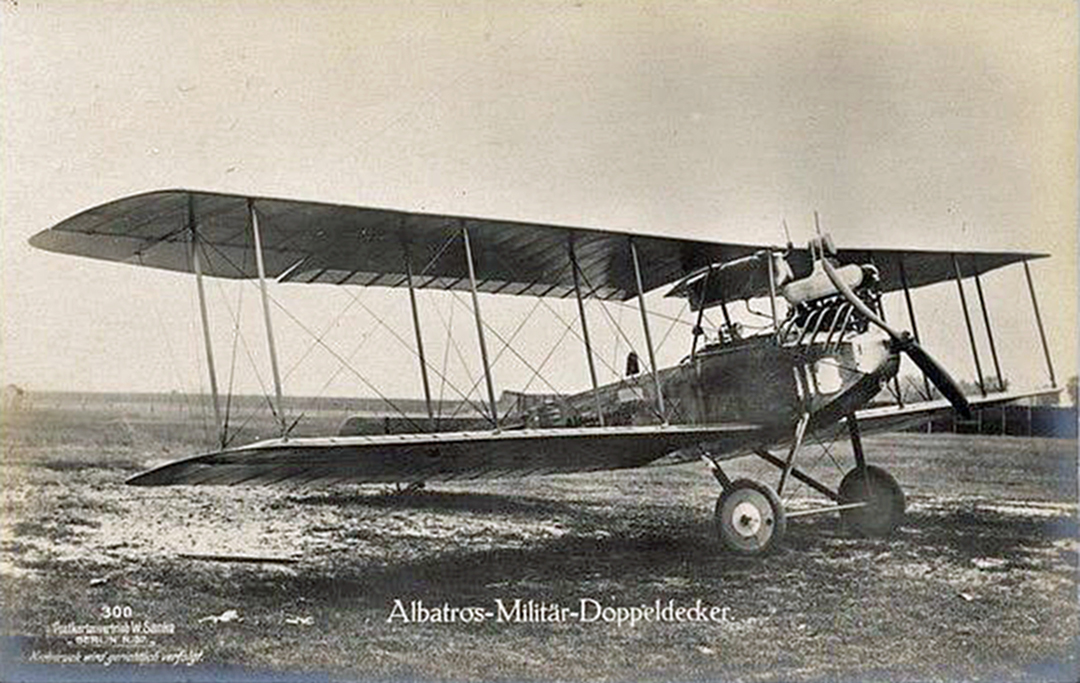
Albatros B.I, 1914

- Albatros W.1, Aufklärer (Wasserflugzeug)
- Albatros B.II (Typ L 2), unbewaffneter Aufklärer (wurde ab 1915 zum Standard-Schulflugzeug)

1915

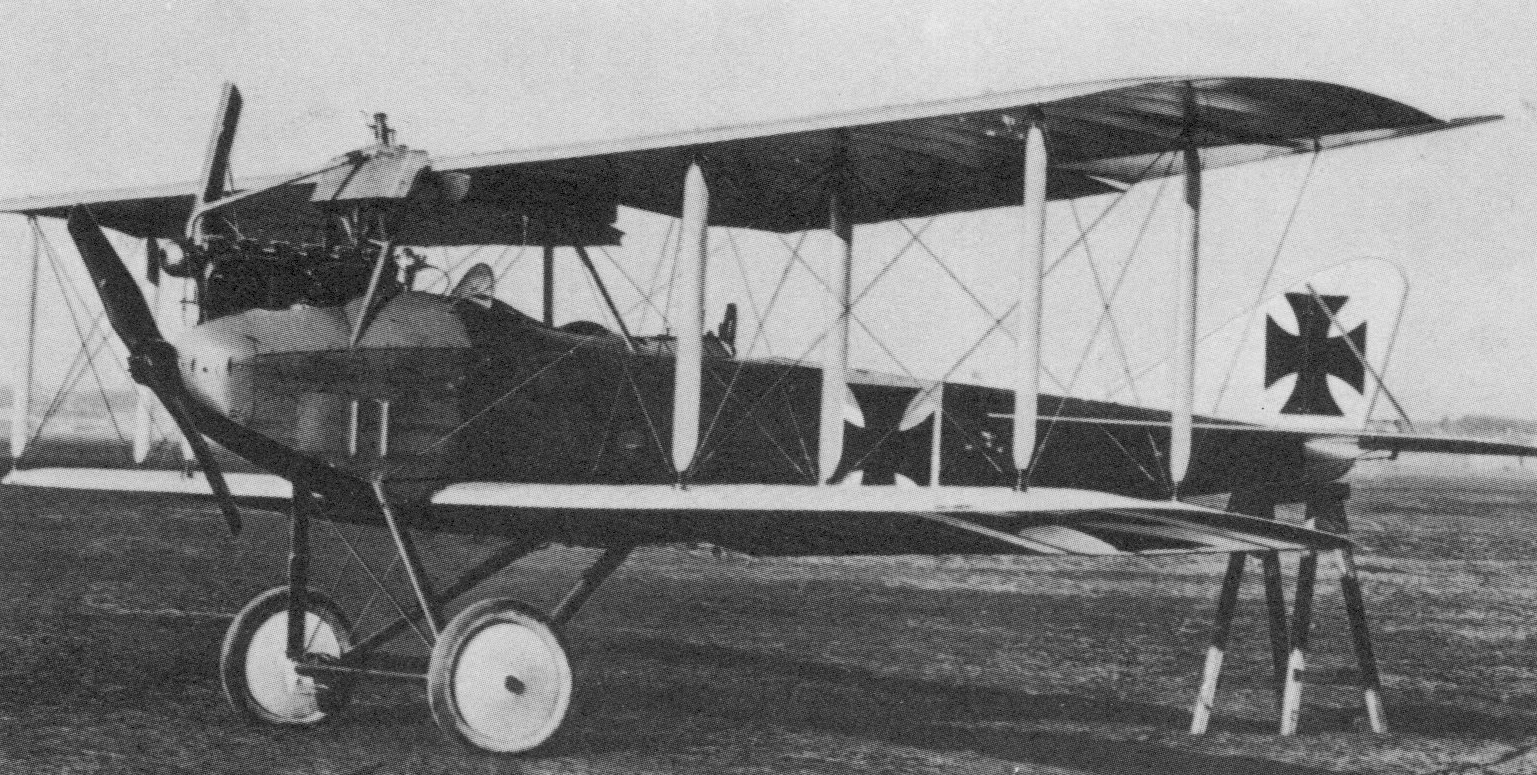
Albatros C.I

- Albatros B.III (Typ L 5), Aufklärer
- Albatros B (K351B), Wasser-Schulflugzeug
- Albatros C.I (Typ L 6), Aufklärer
- Albatros C.III (Typ L 10), Aufklärer
- Albatros C.Ia (Typ L 6), Aufklärer

1916
- Albatros D.I, Jäger
- Albatros D.II, Jäger
- Albatros D.IV, Jäger (Prototyp)
- Albatros G.I, Bomber (Prototyp)
- Albatros G.II, Bomber (Prototyp)
- Albatros G.III, Bomber

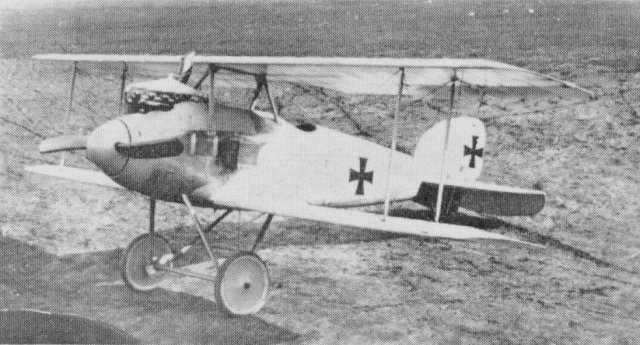
Albatros D.I

- Albatros W.4, Jäger (Wasserflugzeug)
- Albatros VT, Torpedoflugzeug (Wasserflugzeug)

1917
- Albatros C.IX, Aufklärer
- Albatros C.X, Aufklärer

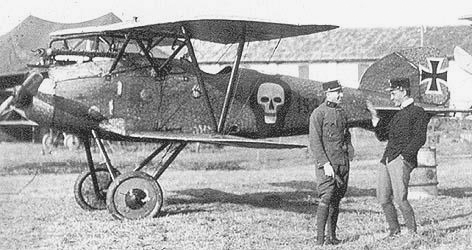
Albatros D.III, 1917

- Albatros L 30, Standard-Schulflugzeug
- Albatros D.III, Jäger
- Albatros D.V, einsitziger Jäger
- Albatros D.VII, Experimentalflugzeug
- Albatros Dr.I, Experimentalflugzeug (Jäger)

1918
- Albatros C.XII, Aufklärer
- Albatros C.XIII

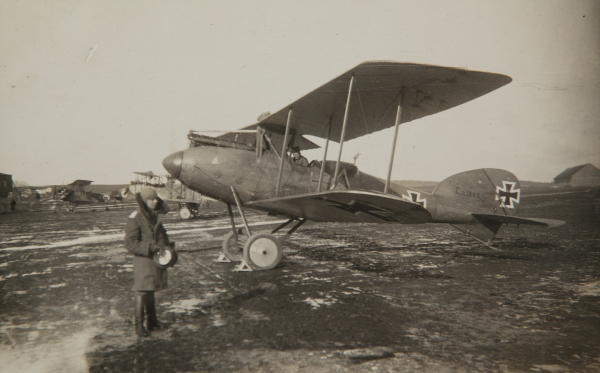
Albatros C.XII, 1918

- Albatros D.X, Experimentalflugzeug (Jäger)
- Albatros C.XIV, Aufklärer
- Albatros C.XV, Aufklärer
- Albatros D.XI, Experimentalflugzeug (Jäger)
- Albatros D.XII, Experimentalflugzeug (Jäger)
- Albatros D.VI, Experimentalflugzeug (Jäger)
- Albatros D.IX, Experimentalflugzeug (Jäger)
- Albatros Dr.II, Experimentalflugzeug (Jäger)
- Albatros J.I, Schlachtflugzeug
- Albatros J.II, Schlachtflugzeug

Später gebaute Maschinen waren:
1922
- Albatros L 57, Verkehrsflugzeug

1923
- Albatros L 58, Verkehrsflugzeug

1924

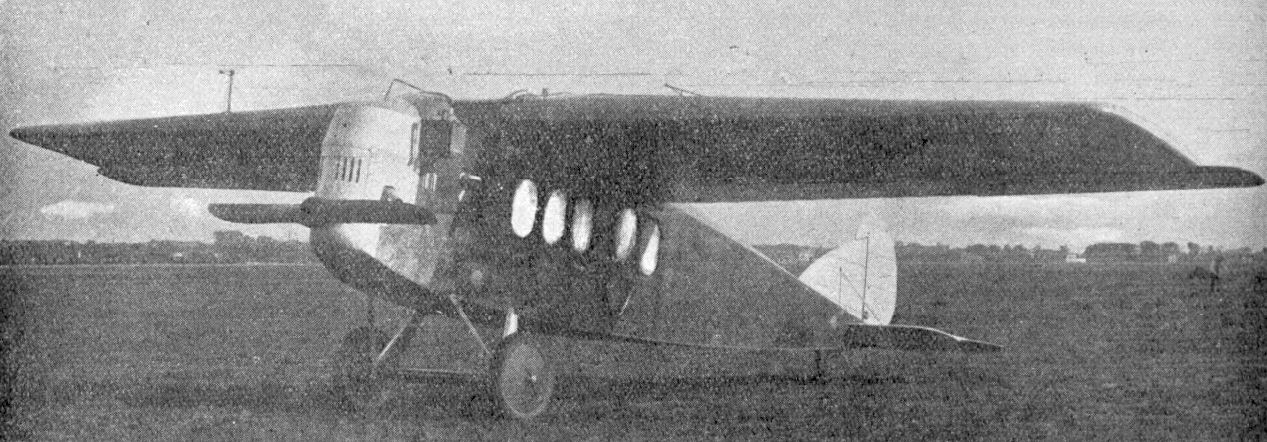
Albatros L 57, 1922

- Albatros L 59, Sportflugzeug, freitragender Tiefdecker in Holzbauweise mit Fünfzylinder-Sternmotor Siemens Sh 4 mit 45 kW Leistung, ein Exemplar gebaut
- Albatros L 60, Sportflugzeug, 600 kg schwere Variante der L 59 mit Siebenzylinder-Sternmotor Siemens Sh 5 mit 62 kW, drei Exemplare gebaut
- Albatros L 66, Sportflugzeug, zweisitziger, abgestrebter Hochdecker in Gemischtbauweise mit Zweizylinder-Boxermotor Haacke HFM 2a mit 25 kW Leistung, L 66a mit anderem Fahrwerk und anderen Motoren

1925

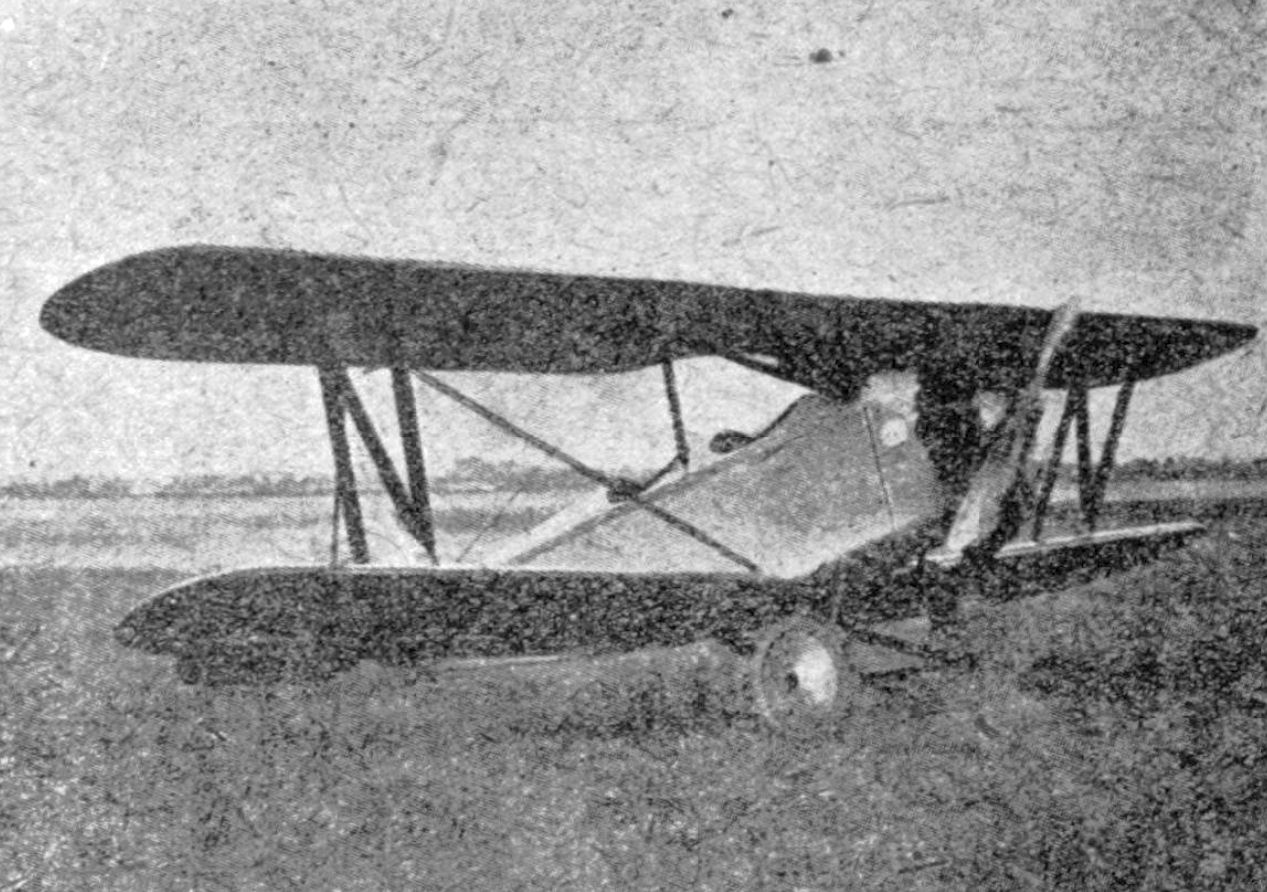
Albatros L 68, 1926

- Albatros L 67, Leichtflugzeug, zwei einsitzige abgestrebte Hochdecker in Holzbauweise mit den Motoren Bristol Cherub (22 kW) oder Anzani (37 kW)
- Albatros L 68, Schuldoppeldecker mit Tragflächen in Holzbauweise, Holmen aus Duraluminium, einem Stahlrohrrumpf mit Stoffbespannung und einem Siebenzylinder-Sternmotor Sh 11 mit 71 kW Leistung
- Albatros L 69, freitragender Hochdecker in Holzbauweise und Dreizylinder-Sternmotor Bristol Lucifer mit 74 kW Leistung oder Sh 12 mit 92 kW, Länge 6,08 m, Höhe 2,64 m, Spannweite 8,06 m

1926

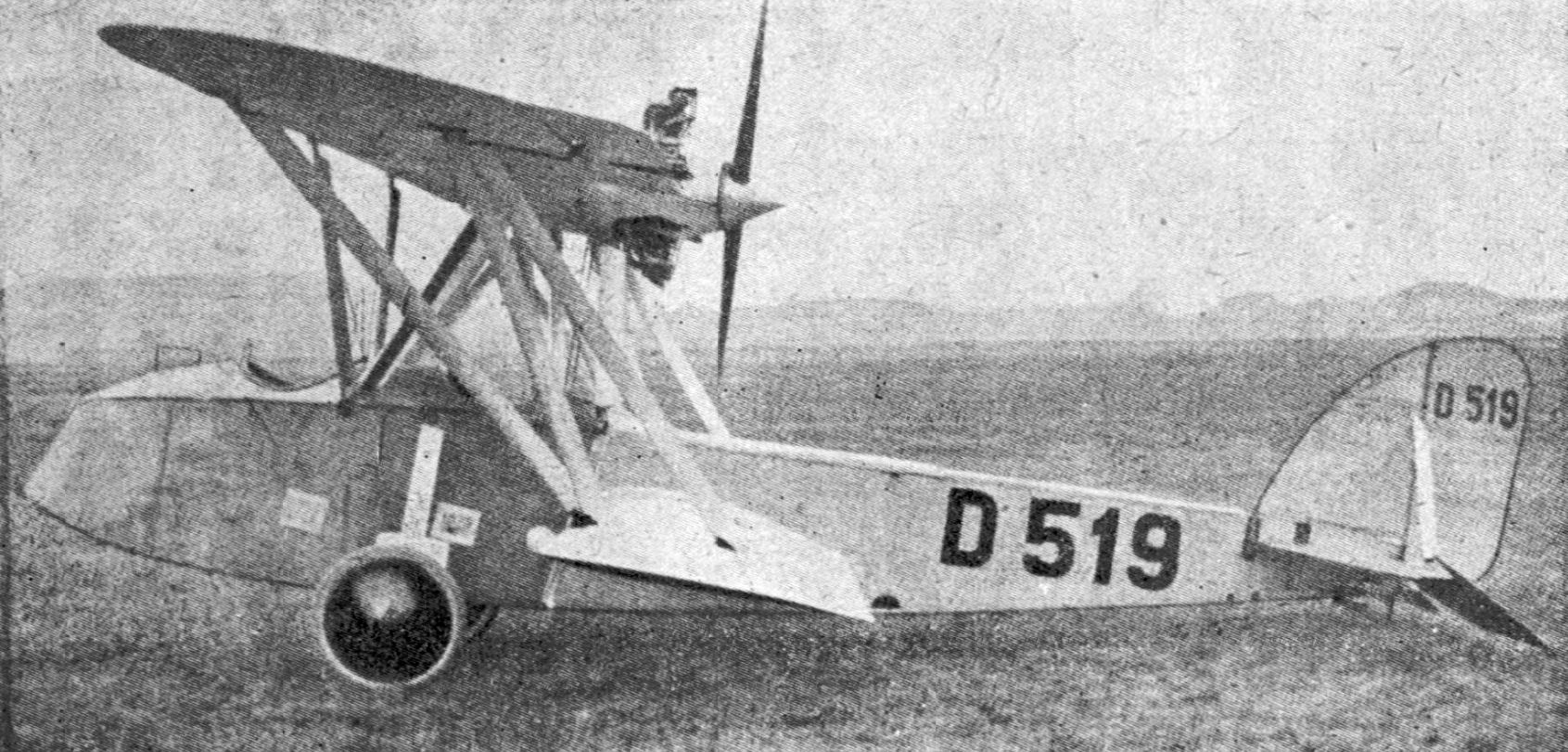
Albatros L 71, 1926

- Albatros (DVL) H.1, Höhenversuchsflugzeug, Doppeldecker, Sh.III, 118 kW
- Albatros L 68a, b, c, d, e, Schuldoppeldecker, Varianten der L 68 mit stärkerem Sh-12-Motor (92 kW)
- Albatros L 70, Aufklärungsflugzeug
- Albatros L 71, Schuldoppeldecker, unverspannter einstieliger Doppeldecker mit versetzt angeordneten Tragflächen und Druckpropeller, zwei Stück gebaut
- Albatros L 72, Transportflugzeug für den Ullstein Verlag
- Albatros L 73, Verkehrsflugzeug

1927
- Albatros L 76, Aufklärungsflugzeug

1928
- Albatros L 74, Schulflugzeug
- Albatros L 75, Verkehrsflugzeug

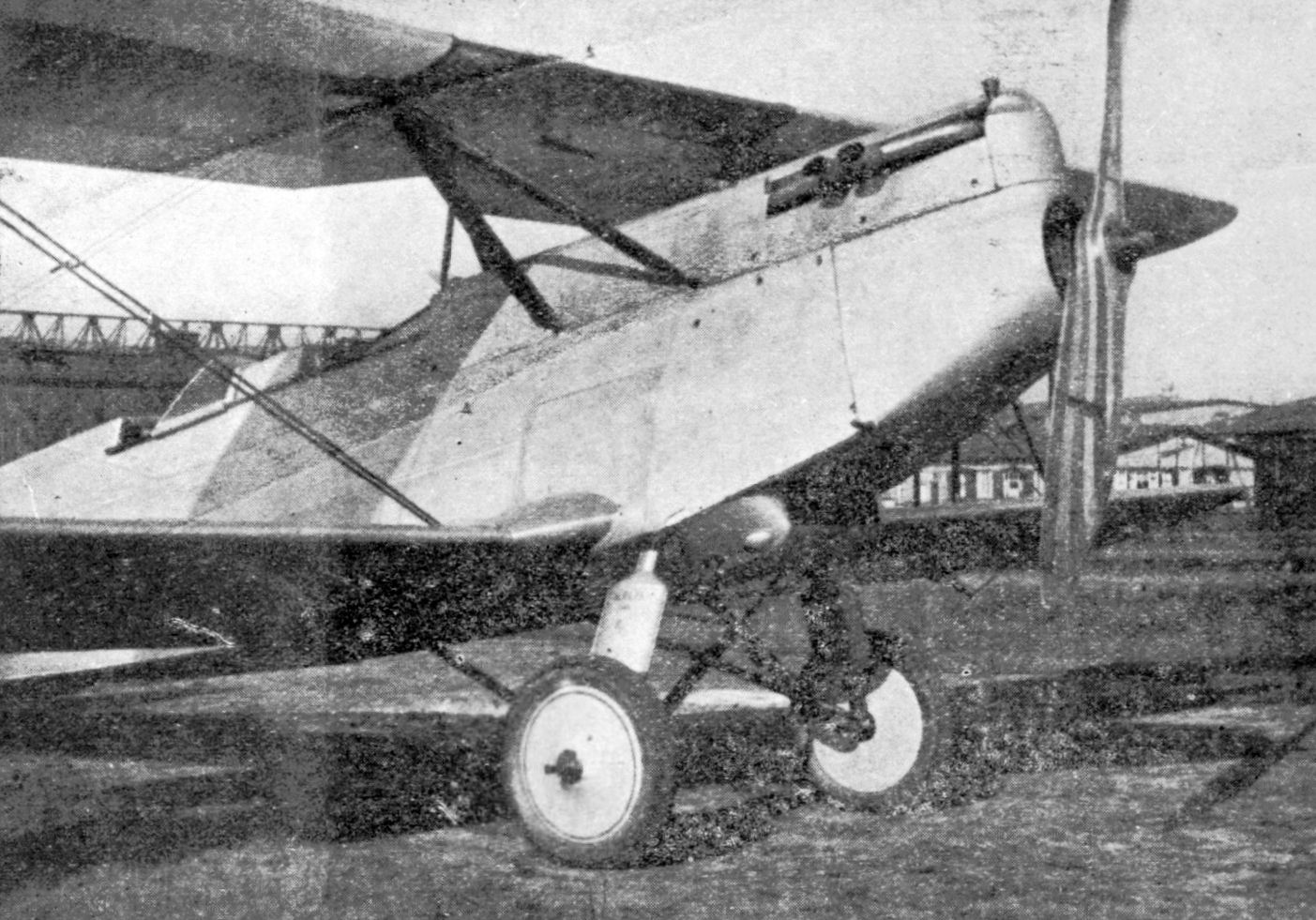
Albatros L 75, 1928

- Albatros L 77, Aufklärungs- und Jagdflugzeug
- Albatros L 78, Aufklärungsflugzeug
- Albatros L 82, 82a, 82b, 82c, Doppeldecker-Sportflugzeug in Gemischtbauweise mit N-Stiel, anklappbaren Tragflächen und offenen Sitzen, insgesamt 17 Stück gebaut (eine 82a mit 74 kW leistendem Motor de Havilland Gipsy, eine 82b mit 59 kW leistendem Fünfzylinder Sh 13 und 15 82c mit 81 kW mit Siebenzylinder-Sternmotor Sh 14)

1930

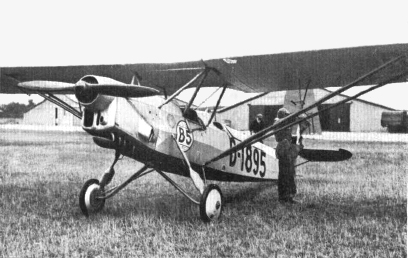
Albatros Al 101, 1930

- Albatros L 100, Sportflugzeug, Tiefdecker mit dreisitziger Kabine und Argus-As-8-Motor mit 70 kW, ein Stück gebaut
- Albatros L 101, Sportflugzeug, doppelsitziger Hochdecker mit stoffbespannten Duraluminium Tragflächen, Stahlrohr Rumpf und Argus-As-8-Motor, 75 Exemplare gebaut

1931
- Albatros L 102, Sport- und Schulflugzeug, vergrößerte L 101 mit dem Motor Argus As 10C-1 mit 147 kW Leistung